# Mani
Mani o Manes (en persa مانی, en latín Manichaeus) (aproximadamente el 14 de abril o 25 de abril de 216-274 d. C. o 277 d. C.) fue un líder religioso parto, fundador del maniqueísmo, una antigua religión nacida del cristianismo gnóstico, el budismo y el zoroastrismo que llegó a alcanzar una gran difusión antes de su exterminio. Si bien sus escritos se han perdido, sus enseñanzas se han conservado parcialmente en manuscritos coptos, procedentes de Egipto, y en textos más tardíos del maniqueísmo que se desarrolló posteriormente en China, principalmente en la región de Turfán (cuenca del Tarim), y en el Turquestán.

## Biografía
Mani (nombre cuyo significado es joya) pertenecía por su origen a la nobleza parta. Su padre, Pattig, procedía de Hamadán, y su madre pertenecía a la familia de los Kamsaragan, emparentada con la dinastía reinante en el Imperio Parto, los arsácidas. 
Mani pasó en su casa de juventud en el seno de una comunidad judeocristiana ascética conocida como los elcesaitas, un subgrupo de la secta ebionita. Según los relatos biográficos de al-Biruni —conservados en una enciclopedia del siglo X, el Fihrist, de Ibn al-Nadim—, recibió una revelación de un espíritu al que llamaba Syzygos o "Gemelo". Cuando tenía alrededor de 25 años, comenzó a predicar su nueva doctrina, basada en la idea de que podía alcanzarse la salvación mediante la educación, la negación de uno mismo, el vegetarianismo, el ayuno y la castidad. Más adelante, anunció que era el Paráclito prometido en el Nuevo Testamento, el Último Profeta y el Sello de los Profetas, último de una serie de hombres enviados por Dios que incluía a Set, Noé, Abraham, Shem, Nikotheos, Henoc, Zoroastro, Hermes, Platón, Buda y Jesús.
Al igual que de otros líderes religiosos del período, de él se dice que obró milagros, llegando a levitar, teletransportarse y realizar sanaciones imposibles.
Durante su vida, los primeros misioneros de Mani difundieron la nueva fe por Persia, Palestina, Siria y Egipto. En vida de Mani el mismo emperador del Imperio sasánida, Sapor I, fue amigo y protector de Mani y favoreció la divulgación de su mensaje por el Imperio. Asimismo el hijo de Sapor, Ormuz I, rey de Armenia, era amigo y discípulo de Mani, por lo que a la sucesión del trono de Sapor por este, el camino para las enseñanzas de Mani parecía estar en condiciones óptimas debido a la cercanía entre emperador y profeta, pero Ormuz murió al cabo de un año y le sucedió su hermano Bahram I, enemigo acérrimo de Mani, al que condenó a muerte con el apoyo de la casta de los magos del zoroastrismo.
Mani tuvo más seguidores entre la nobleza, como la reina de Palmira, Zenobia, que abrazó la fe de Mani y acometió la empresa de difundirla hacia Egipto y más allá. 
Según parece, murió en prisión por orden del emperador sasánida Bahram I. Las fuentes discrepan en cuanto a la forma de su ejecución.
El escritor libanés Amin Maalouf escribió una novela histórica acerca de la vida de Mani, titulada Les jardins de lumière (Los jardines de luz, 1991).